# Rugile Lavickyte
Rugile Lavickyte (* 10. Juli 2001) ist eine norwegische Volleyball-Nationalspielerin. Die Diagonalangreiferin spielte in der Saison 2020/21 bei den Ladies in Black Aachen.

## Karriere
Lavickyte begann ihre Karriere bei ToppVolley Norge. 2018 gab sie ihr Debüt in der norwegischen Nationalmannschaft. 2020 wurde die Diagonalangreiferin vom deutschen Bundesligisten Ladies in Black Aachen verpflichtet. Mit Aachen erreichte sie im DVV-Pokal 2020/21 das Viertelfinale und unterlag als Tabellenachte der Bundesliga-Hauptrunde im Playoff-Viertelfinale gegen den Dresdner SC. Danach verließ sie den Verein mit unbekanntem Ziel.
Im Beachvolleyball trat Lavickyte mit Frida Berntsen 2019 bei der U20-Europameisterschaft in Göteborg und dem U22-Turnier in Antalya an. Außerdem nahm das Duo am Ein-Stern-Turnier der FIVB World Tour in Budapest teil.